# گنج شایگان: اوضاع اقتصادی ایران
گنج شایگان یا اوضاع اقتصادی ایران کتابی از محمدعلی جمالزاده است که در آن نویسنده به گزارش وضعیت اقتصادی ایران در دوران قاجار پرداخته‌است. 

## نگارش
این کتاب در اواخر جنگ جهانی اول در برلن نوشته شد و با حمایت کمیته ملیون ایرانی در چاپخانهٔ دولتی آلمان به‌صورتی مرغوب به چاپ رسید.

## ترجمهٔ آلمانی
گئورگ لشچینسکی کتاب را به آلمانی ترجمه کرده‌است.